# Pseudolampona kroombit
Pseudolampona kroombit là một loài nhện trong họ Lamponidae. Loài này được phát hiện ở Queensland.